# Per tutti i diavoli dell'universo
Per tutti i diavoli dell'universo è un'antologia edita in Italia di racconti di fantascienza di autori vari del 1977 curata da Stefano Benvenuti che raccoglie racconti di fantascientifici che hanno, per sommi capi, un tema religioso. È uscita in due edizioni nello stesso anno, una delle quali per il Club degli Editori.

## Racconti
- Le guide del tramonto (Childhood's End, 1953), di Arthur C. Clarke, traduzione di Giorgio Monicelli
- L'ultima battaglia (The Battle, 1958), di Robert Sheckley, traduzione di Alberto Savini
- I flauti di Pan (The Pipes of Pan, 1964), di Lester del Rey, traduzione di Ugo Malaguti
- I nove miliardi di nomi di Dio (The Nine Billion Names of God, 1958), di Arthur C. Clarke, traduzione di Carlo Fruttero
- La stella (The Star, 1955), di Arthur C. Clarke, traduzione di Franco Lucentini
- Ma che pianeta mi hai fatto? (Budget Planet, 1968), di Robert Sheckley, traduzione di Hilia Brinis
- La risposta (Answer, 1954), di Fredric Brown, traduzione di Carlo Fruttero
- Non avrai altro popolo (For I am a Jealous People, 1973), di Lester del Rey, traduzione di Beata della Frattina
- Le ali del diavolo (Rustle of Wings, 1953), di Fredric Brown, traduzione di Mario Galli

## Edizioni
- AA VV, Per tutti i diavoli dell'universo, collana Club degli Editori, Editoriale Corno, 1977,  p. 386.
- AA VV, Per tutti i diavoli dell'universo, collana I Jumbo, Editoriale Corno, settembre 1977,  p. 386.